# Asienspiele 2014/Basketball
Bei den Asienspielen 2014 in Incheon, Südkorea wurden vom 22. bis 28. September 2014 zwei Wettbewerbe im Basketball ausgetragen. 

## Medaillengewinner

### Herren
| Platz | Land | Athleten |
| ----- | ---- | --- |
| 1     | KOR  | Moon Taejong, Park Chanhee, Yang Donggeun, Kim Taesul, Lee Jonghyun, Kim Sunhyung, Cho Sungmin, Yang Heejong, Kim Joosung, Heo Ilyoung, Oh Sekeun, Kim Jonkyu                                                                                       |
| 2     | IRI  | Rouzbeh Arghavan, Sajjad Mashayekhi, Behnam Yakhchalidehkordi, Mahdi Kamrani, Arman Zangeneh, Farid Aslani Haji Abadi, Hamed Afagh, Oshin Sahakian, Asghar Kardoustpoustinsaraei, Mohammad Jamshidijafarabadi, Samad Nikkhah Bahrami, Hamed Haddadi |
| 3     | JPN  | Takumi Ishizaki, Ryumo Ono, Makoto Hiejima, Takatoshi Furukawa, Atsuya Ota, Naoto Tsuji, Kosuke Takeuchi, Daiki Tanaka, Tenketsu Harimoto, Yuki Togashi, Kosuke Kanamaru, Joji Takeuchi                                                             |

### Damen
| Platz | Land | Athleten |
| ----- | ---- | --- |
| 1     | KOR  | Kim Danbi, Lee Misun, Lee Kyungeun, Park Hyejin, Kwak Jooyeong, Yang Jihee, Beon Yeonha, Lim Yunghui, Ha Eunjoo, Lim Jungeun, Kang Youngsuk, Sin Jungja           |
| 2     | CHN  | Liu Dan, Jin Weina, Yu Dong, Shi Xiufeng, Sun Xiaoyu, Shen Binbin, Ma Xueya, Ding Yuan, Zhang Fan, Yang Banban, Yang Hengyu, Jin Jiabao                           |
| 3     | JPN  | Evelyn Mawuli, Hiromi Suwa, Sanae Motokawa, Mutya Mori, Maya Kawahara, Yuri Ushida, Rui Machida, Naho Miyoshi, Rui Kato, Mikoto Onuma, Aya Watanabe, Sakura Akaho |